# Frans Adam van der Duyn van Maasdam
Adam Frans Jules Armand graaf van der Duyn, heer van Maasdam (Deventer, 13 april 1771 - 's-Gravenhage, 19 december 1848) was een lid van de familie Van der Duyn en officier en kamerheer van de erfprins, die na het vertrek van de Fransen eind 1813 in een driemanschap met Gijsbert Karel van Hogendorp en Leopold van Limburg Stirum het Algemeen Bestuur vormde. In 1814 en 1815 maakte hij deel uit van de commissies die de Grondwet opstelden.
In 1815 was hij buitengewoon lid van de dubbele Staten-Generaal der Verenigde Nederlanden (8 - 19 augustus 1815) voor de goedkeuring van de grondwet van 1815. Daarna werd hij gouverneur van het zuidelijk deel van Holland (na 1840 Zuid-Holland), hoewel hij dat ambt niet had begeerd. Als Gouverneur wenste hij niet mee te werken aan het uit de Raad van State weren van Van Hogendorp, toen die in de ogen van de koning te kritisch werd. In 1848 benoemde Willem II, wiens hofmaarschalk hij was, hem tot Eerste Kamerlid om de voorstellen tot herziening van de Grondwet aan een meerderheid te helpen.
Hij werd op 28 augustus 1814 benoemd in de ridderschap van Holland en verkreeg, net als zijn nageslacht, zo het predicaat jonkheer. Op 16 september 1815 werd hem verleend de titel van graaf met overgang bij eerstgeboorte.